# Ibadakuli
Ibadakuli è una circoscrizione mista (mixed ward) della Tanzania situata nel distretto urbano di Shinyanga, regione di Shinyanga. Conta una popolazione di 12 537 abitanti (censimento 2012).